# Trịnh Xuân Thanh
Ne doit pas être confondu avec Trinh Xuan Thuan.
Trịnh Xuân Thanh, né 13 février 1966 à Hanoï, est un homme politique et homme d'affaires vietnamien accusé de corruption qui s'est réfugié en Allemagne. Le 23 juillet 2017, il est victime d'un enlèvement en plein Berlin, ce qui a provoqué une crise diplomatique entre Berlin et Hanoï. Rapatrié de force au Vietnam, il y est par deux fois condamné à la prison à vie.

## Carrière professionnelle et politique
Après être devenu diplômé de génie et d'environnement urbain à l'université d'architecture de Hanoï en 1990, Trịnh Xuân Thanh travaille en Allemagne jusqu'en 1995. De retour au Vietnam, il gravit rapidement les échelons dans plusieurs entreprises publiques, dont la Petrovietnam Construction Joint Stock Corporation (PVC), une filiale de PetroVietnam, dont il devient directeur de 2009 à 2013, mais qui subit de lourdes pertes. Il entre alors dans l'administration et devient cadre dirigeant du Parti communiste vietnamien (PCV), à l'antenne régionale du ministère de l'Industrie et du Commerce de Đà Nẵng en 2013 puis comme vice-président du comité populaire de la province de Hậu Giang le 13 mai 2015.
Pendant plusieurs années, il mène un train de vie fastueux, comme de nombreux responsables du régime communiste enrichis par les affaires.

## Accusations et fuite
En mai 2016, la presse locale publie des photos le montrant au volant d'une voiture de luxe privée, une Lexus, munie de plaques d'immatriculation administratives, ce qui fait de lui un symbole du haut fonctionnaire corrompu, et déclenche une enquête administrative.
Plusieurs enquêtes sont diligentées à partir de juin et il est accusé en juillet 2016 d'infractions à la législation du travail, de multiples crimes économiques, de corruption et d'être responsable de pertes massives de la société PVC qu'il dirigeait. Une première enquête le jugea non coupable de ces pertes, évaluées à 125 millions de dollars U.S., soit plus de 100 millions d'euros. Mais les accusations reprennent, le montant des pertes étant estimées à 132 puis à 147 millions de dollars,,,.
Il est démis de son poste de directeur. Le 6 septembre, il déclare par téléphone au journal Thanh Niên qu'il « ne croit plus à la direction du camarade Secrétaire Général » et qu'il part pour une destination non précisée. Le 8 septembre, il est démis de ses fonctions au comité populaire de la province de Hậu Giang. Le 16 septembre, un mandat d'arrêt et un mandat de perquisition sont émis à son encontre, mais celui-ci a fui en Allemagne. Un mandat d'arrêt international est émis le 29 septembre. Dans les mois qui suivent, des poursuites sont engagées contre de nombreux cadres du Hậu Giang.
En Allemagne, Thanh demande l'asile politique. 
En marge de la réunion du G-20 à Hambourg les 7 et 8 juillet, de hauts responsables vietnamiens demandent son extradition ; il leur est répondu que celle-ci ne serait possible qu'après examen de sa demande d'asile politique,,,.
Avec son avocate, il obtient un rendez-vous prévu pour le 24 juillet 2017 à l’Office fédéral des migrations et des réfugiés pour examiner sa demande d'asile.

## Enlèvement à Berlin et crise diplomatique
Le 23 juillet 2017, il est kidnappé, ainsi qu'une Vietnamienne qui l'accompagnait, par des hommes armés dans le parc public Großer Tiergarten de Berlin qui les emmènent dans un véhicule loué par les services vietnamiens à Prague. Il est ensuite rapatrié de force au Vietnam par avion privé,. Il déclarera par la suite à la télévision vietnamienne être revenu de son plein gré pour se rendre aux autorités vietnamiennes,.
L'enlèvement provoque une crise diplomatique,. Les autorités allemandes n'ont pas le moindre doute que le kidnapping a été organisé par « les services secrets vietnamiens et l’ambassade du Vietnam à Berlin »,. Il constitue une « atteinte flagrante et sans précédent aux lois allemandes et au droit international »,,. Convoqué par le ministre des affaires étrangères allemand, l'ambassadeur du Vietnam s'entend dire que l'incident « a le potentiel d'un impact négatif massif sur les relations entre l'Allemagne et le Vietnam ». Il est alors déclaré que le Vietnam doit s'attendre à des mesures tant politiques qu'économiques notamment dans le domaine de l'aide au développement. Le responsable du renseignement de l’ambassade, Nguyễn Đức Thoa, est considéré comme persona non grata et a 48 heures pour quitter l’Allemagne,,,.
Le 31 juillet, la presse vietnamienne annonce la présence de Thanh au Vietnam, sans préciser les circonstances de ce retour. Les autorités vietnamiennes nient toute implication dans quant à un « prétendu enlèvement ». 

## Condamnations
Son avocate, Petra Schlagenhauf, tente d'entrer au Vietnam pour défendre son client, mais fut refoulée à l'aéroport de Hanoï en dépit de l'intervention de l'ambassade d'Allemagne,.
Le 22 janvier 2018, il est condamné à « 14 ans de prison pour mauvaise gestion et à la prison à vie pour détournement de fonds ». Il est ensuite accusé d'avoir provoqué la perte de plus de 87 milliards de dôngs (3,9 millions de dollars), et de s'être approprié 14 milliards de dôngs (622 000 dollars),,. Le 5 février 2018, il est à nouveau condamné à la prison à vie pour détournement de fonds, à 14 ans de prison pour « actes volontaires contraires aux réglementations de l’État relatives à la gestion économique, causant de graves conséquences » et à 30 milliards de dôngs (plus d'un million d'euros) en dédommagement à l’État,,.

## Campagne anticorruption et motivations politiques
Les condamnations de Trịnh Xuân Thanh entrent dans le cadre de la campagne contre la corruption au sein du Parti communiste vietnamien initiée par son secrétaire général, Nguyễn Phú Trọng. Mais plusieurs observateurs soupçonnent que cette campagne cache des motivations politiques. Au cours du premier procès de Trịnh Xuân Thanh, Dinh La Thang, qui avait été membre du Politburo du PCV, chef du Parti pour Hô-Chi-Minh-Ville, ex-ministre des Transports et ex-président du conseil d’administration de la compagnie d’État pétrolière et gazière PetroVietnam avait été condamné à 13 ans de prison pour mauvaise gestion économique, ce qui faisait de lui le politicien le plus élevé dans la hiérarchie condamné depuis des décennies,. Or il avait été un proche de Nguyễn Tấn Dũng, premier ministre de juin 2006 au 7 avril 2016, réputé être plus « libéral » et « pro-occidental » que l'équipe issue de la « purge » qui a suivi le congrès du PCV en 2016. Trịnh Xuân Thanh faisait partie de ces hommes d'affaires dynamiques mais souvent corrupteurs et corrompus, qui gravitaient autour des « réformistes ». Il s'était notamment lié d'amitié avec l'ancien ministre de l'Industrie Vu Huy Hoang, qui avait été l'une des premières personnes emprisonnées dans le cadre de cette campagne.